# Transandinomys
Transandinomys is een geslacht van knaagdieren uit de Oryzomyini. Dit geslacht komt voor in laaglandregenwouden (tot op 1500 m hoogte) van Nicaragua tot Noord-Venezuela en West-Ecuador (voor Zuid-Amerikanen dus aan de overkant van de Andes; vandaar de naam Transandinomys). Dit geslacht wordt meestal tot Oryzomys gerekend, maar is in feite niet nauw verwant aan dat geslacht. In plaats daarvan is het geslacht verwant aan andere bosbewonende Oryzomyini als Euryoryzomys, Hylaeamys, Handleyomys en Oecomys. De nauwste verwant is waarschijnlijk Nephelomys.
De rugvacht is bruinachtig, de buikvacht wit, met een scherpe scheiding. De oren zijn groot. Bij het begin van de klauwen aan de achtervoet zitten kroontjes van haren. De staart is even lang als of iets langer dan de kop-romp en is één- of tweekleurig (donker boven, licht onder).
Dit geslacht omvat de volgende soorten:
- Transandinomys bolivaris (Honduras tot Ecuador)
- Transandinomys talamancae (Costa Rica tot Venezuela)